# Пуляхи
Пуляхи — опустевшая деревня в Городокском районе Витебской области Белоруссии.
Находилась в 3 верстах к северо-западу от современной деревни Хвошно.

## История
Деревня отмечена на карте середины XIX века, в Списке населённых мест Витебской губернии 1906 года (стр. 80 № 92), на картах РККА 1930-х годов и на топографической карте начала 1980-х годов.